# Тајни споразум Бугарске и Немачке 1915.
Тајни споразум Бугарске и Немачке је међународни уговор потписан 24. августа/6. септембар 1915. године у Софији између Бугарске и Немачке, којим је утаначено територијално проширење Бугарске у могућем приступањем Бугарске Централним силама у Првом светском рату. Споразум су потписали премијер Бугарске Васил Радославов и рајхсканцелар Немачке - Георг Михаелис.
Према споразуму Немачка је гарантовала Бугарској, у замену за своје ангажовање у рату против Антанте, теротиријално проширење на рачун Србије, Грчке и евентуално Румуније.